# Якушев, Александр Александрович
Александр Александрович Якушев (1876—1937) — чиновник Министерства путей сообщения, после революции — сотрудник ВЧК-ОГПУ, участник операции «Трест».

## Биография
Из дворян. По окончании Санкт-Петербургского университета служил в Министерстве путей сообщения. В 1913 году был назначен управляющим Эксплуатационным отделом Управления внутренних водных путей и шоссейных дорог, а 28 января 1916 года — награждён чином статского советника. После Февральской революции отказался от предложения князя Львова занять пост товарища министра путей сообщения, ответил, что как верноподданный Его Величества, Временного правительства не признавал. В годы Гражданской войны был участником антибольшевистского подполья. С 1921 года работал в качестве консультанта по водному хозяйству.
Жена — Феодосия Александровна, имел троих детей.

### Операция «Трест»
С 1921 года Александр Александрович Якушев — высокопоставленный руководитель наркомата внешней торговли. Имел контакты с представителями Белого движения, что послужило причиной для его ареста сотрудниками ВЧК. В том же году был перевербован А. Х. Артузовым, возглавил политсовет легендированной подпольной организации — «Монархическое объединение Центральной России» (МОЦР); — и вскоре стал одним из главных действующих лиц известной чекистской операции «Трест».

### После операции «Трест»
После окончания операции «Трест» Якушев в 1927 году работал в Наркомате путей сообщения, занимался проблемами водного транспорта.
В 1934 году был арестован, приговорён к 10 годам лагерей, умер в ИТЛ 12 февраля 1937 года от инфаркта миокарда. Реабилитирован посмертно во второй половине 1950-х годов.

## Интересные факты
- Генерал Кутепов, узнав об истинном назначении «Треста», в запале пообещал оставить военно-политическую деятельность и уйти работать простым столяром[5].

## В культуре

### Киновоплощения
- Игорь Горбачёв — многосерийный художественный фильм Операция «Трест» (1967)
- Уоррен Кларк — британский сериал «Рейли: король шпионов» / «Reilly: Ace of Spies» (1983)

### В литературе
- Лев Никулин. Мёртвая зыбь.
- Василий Ардаматский. Возмездие.
- В.В. Шульгин. Три столицы.